# Матюши (Киевская область)
Матюши́ (укр. Матюші) — село, входит в Белоцерковский район Киевской области Украины. Расположено на реке Раставице.
Население по переписи 2001 года составляло 1275 человек. Почтовый индекс — 09151.

## Местный совет
09151, Киевская обл., Белоцерковский р-н, с. Матюши, ул. Ленина, 1

## История
В ХІХ столетии село Матюши было в составе Трушковской волости Васильковского уезда Киевской губернии. В селе была Михайловская церковь. Священнослужители Михайловской церкви:
- 1775 — священник Григорий Шираевич
- 1848—1862 — священник Иван Вознесенский
- 1848 — диакон Василий Рудкевич, пономарь Иван Ильинский
- 1848—1856 — пономарь Иван Ильинский
- 1856 — Иван Галицкий, дьячок Петр Руткевич